# 阎相文
阎相文（1875年—1921年8月23日），字焕章。山东济宁（今山东省济宁市任城区）人。中华民国军事将领。

## 生平

### 早年生涯
他毕业于天津北洋武备学堂。1911年（宣統3年）他历任北洋第三鎮第五協管带、標統。辛亥革命爆发时，阎相文一度反对。
1912年（民国元年），他任陆军第3師的团長。1917年（民国6年），他升任直系曹錕手下的直隷第2混成旅旅長。1918年，阎相文率领部队进入湖南与护法军交战。1920年（民国9年），他升任第20師師長。翌年5月，他署陝西督軍。当時，馮玉祥率第16混成旅入陝西省，击败了皖系的前督軍陳樹藩。

### 短命督军
1921年5月25日，北洋政府任命阎相文为署陕西督军，替代陈树藩。陈树藩在陕西经营多年，不愿交出权力，6月，驻河南南阳的冯玉祥的第十六混成旅为主力进攻潼关，直趋西安，同时驻湖北的第七师吴新田从武关、紫荆关入陕，从侧翼攻击西安；阎亲自率第二十师紧随冯玉祥的先遣部队之后向西进军，准备以武力接收陕西。
前任陕西督军陈树藩在得到了阎军向陕西进攻的消息后，表面上向曹锟、吴佩孚表示将放弃陕督地位，同时却暗中调兵遣将，准备同阎相文率领下的直军决战，维持皖系在陕西的统治。而时任陕西省省长的刘镇华，表面仍与陈树藩周旋，实际上却暗中支持直军；此时，数年来与陈树藩为敌、并且已经占领渭北地区的陕西靖国军，事实上也给阎军入陕驱陈的军事行动提供了助力。陈树藩的军队一触即溃。7月5日，陈树藩被迫带领残余卫队逃出西安。7月7日，冯玉祥的第十六混成旅、吴新田的第七师和阎相文的第二十师在西安会合，阎相文随即就任陕西督军。刘镇华由于在驱逐陈树藩的过程中建立了功劳，由皖系一变而成为直系，得以继续担任省长。
阎相文为了稳定人心，将陕西靖国军各路将领相继邀请到西安，论功行赏，但同时又对各将领区别对待，企图使靖国军内部分裂。一方面，他又对陕西防务做出悉心部署，以期维持其督军地位。他命令第二十师的二十九旅驻军于西安，维持治安；由冯玉祥的第十六混成旅分驻临潼、蓝田等西安外围地区，防御陈树藩余部的反扑；以吴新田第七师分驻于户县、武关，阻止陈树藩系统的张世珑、白弋人军向东进攻；以张锡元的第四混成旅驻军于商洛，用来防备山阳、镇安一线的张宝麟部队。
此时，十万余军队驻扎在陕西，而局面依旧混乱，可粮草军需却都要求地方供给，致使陕西百姓不堪重负，怨声载道。
阎相文自从就任督军职务后，终日吸食鸦片，不理政务，遇事多任由冯玉祥代办，时人遂有“冯焕章包办了阎焕章”的说法。后他竟手谕冯玉祥诱杀了陕西民军重要领导人之一的郭坚，使得陕西局势更加动荡不安，曾受到吴佩孚的严厉斥责。加上直军内部矛盾日益激化，吴佩孚向其问罪，阎相文自感难于应对，8月23日于陕西督军行署吞服鸦片自杀，仅距郭坚被杀10天，享年47岁。
阎相文任督军不到两个月，也被称为民国历史上最短命的督军。

### 身后
阎相文死后，原本资望尚浅的冯玉祥随即接替了其陕西督军的位置，冯玉祥所部第十六混成旅也很快扩张为陆军第十一师，为后来以冯玉祥为首西北军系统的形成奠定了基础。因而时人也流传着冯玉祥谋害阎相文的说法。